# Ternstroemia circumscissilis
Ternstroemia circumscissilis är en tvåhjärtbladig växtart som beskrevs av Clarence Emmeren Kobuski. Ternstroemia circumscissilis ingår i släktet Ternstroemia och familjen Pentaphylacaceae. Inga underarter finns listade i Catalogue of Life.